# Brevitrichia granti
Brevitrichia granti är en tvåvingeart som först beskrevs av Kelsey 1974.  Brevitrichia granti ingår i släktet Brevitrichia och familjen fönsterflugor.
Artens utbredningsområde är British Columbia. Inga underarter finns listade i Catalogue of Life.